# Румянцева, Елена Евгеньевна
Еле́на Евге́ньевна Румя́нцева (в первом браке — Жоголева) (род. 7 октября 1966, Москва) — российский экономист, доктор экономических наук, профессор. В настоящее время является профессором Российской академии народного хозяйства и государственной службы.

## Биография
Елена Румянцева родилась 7 октября 1966 года в Москве. Является правнучкой члена I Государственной Думы Дмитрия Аркадьевича Скульского.

### Образование
В 1983 году окончила «на отлично» среднюю школу, получив грамоты по обществознанию и французскому языку, и музыкальную школу им. С. В. Рахманинова по классу арфы и фортепиано.
В 1988 году окончила с «отличием» экономический факультет МГУ им. М. В. Ломоносова, отделение политической экономии по специальности «экономист, преподаватель политической экономии» (первый научный руководитель (диплома) — Алексей Михайлович Емельянов), с которым Румянцева работала впоследствии на протяжении более 5-и лет на одной кафедре в РАГС при Президенте РФ; в студенческие годы активно занималась научной и организационной работой, включая руководство двумя летними студенческими отрядами, один из которых работал на Соловецких островах под научным руководством заведующего кафедрой управления экономического факультета МГУ им. М. В. Ломоносова, впоследствии мэра г. Москвы, проф. д. э. н. Гавриила Харитоновича Попова, а другой тоже был связан с наукой, работал в Москве — в ГУМе.
В 1997 гг. — защитила докторскую диссертацию по теме: «Разработка приоритетов аграрной политики России». В диссертации исследовалась методология разработки приоритетов аграрной политики, а не сами приоритеты
В диссертации также представлены результаты пересчёта автором норм рационального питания населения России на основе последних на момент зашиты работы данных ВОЗ (до этого в СССР использовались для расчётов рациональных потребностей страны в продовольствии нескорректированные на новейшие исследования данные А. А. Покровского 1964 г.), обосновано применение разработанного Еленой Румянцевой коэффициента результативности аграрных реформ (по тангенсу угла наклона кривой урожайности зерновых культур), рассчитанного ею по 51 стране мира и представленного в отдельных публикациях основных положений диссертации, проведен стратегический аудит ошибочных аграрных преобразований 1990-х годов. В последующем на разработанную Румянцевой методологию разработки аграрной политики ссылались в изданиях ФАО, Всемирного банка, в научных публикациях ведущих экономистов и политиков по аграрной политики России, Украины, Беларуси, Казахстана и Таджикистана. Идеи Румянцевой, представленные в её публикациях по аграрной политике, входят в Программу-минимум кандидатского экзамена по специальности 08.00.05 «Экономика и управление народным хозяйством» (экономика, организация и управление предприятиями, отраслями, комплексами в АПК и сельском хозяйстве) по экономическим наукам, утвержденную Приказом Минобрнауки России от 8 октября 2007 г. № 274, и в Программу «Развитие крестьянских (фермерских) хозяйств и кооперативов Удмуртской Республики на 2000—2003 годы», утвержденную постановлением Правительства УР от 14 февраля 2000 г. № 179.

### Карьера
С 1992 по 1995 гг. работала в Аграрном институте Российской академии сельскохозяйственных наук (РАСХН, ныне — Всероссийский институт аграрных проблем и информатики имени А. А. Никонова) сначала научным, а затем — старшим научным сотрудником под руководством бывшего президента ВАСХНИЛ, академика Александра Никонова.
В период работы в Аграрном институте (в 1993—1994 гг.) прошла обучение на курсах проектного анализа в Институте экономического развития Всемирного банка (в Москве и Вашингтоне). Личный опыт разработки более чем 35 инвестиционных проектов (до мегауровня), судебных и административных разбирательств — более 30 реализованных проектов с механизмами оценки экономического и морально-этического ущерба и экспертизы норм судебной и административной этики. Стажировалась также в Швейцарии, Италии и Великобритании.
С 1997 по 2001 год после защиты докторской диссертации работала во ВНИИЭСХ РАСХН, где в составе коллектива внесла большой вклад в разработку и решение проблем сельского хозяйства России.
В 1999 году была выдвинута инициативной группой избирателей кандидатом в депутаты и за счёт избирательного фонда, сформированного на её собственные сбережения, принимала личное участие в выборах в Государственную думу РФ по Преображенскому избирательному округу № 199 в качестве зарегистрированного независимого кандидата (единственного по своему округу представителя науки), предлагавшего отмену привилегий депутатского корпуса и более тесную его интеграцию с научной сферой, но проиграла выборы, набрав по официально предоставленным данным 1,11 % голосов избирателей, что в условиях коррупции непроверяемо.
С 2001 по 2003 год — проректор Государственной академии строительства и жилищно-коммунального хозяйства Госстроя России по науке и международному сотрудничеству.
С 2004 по 2010 год — профессор кафедры финансов и отраслевой экономики Российской академии государственной службы. В 2010 году. Румянцевой пришлось пережить реорганизацию РАГС при Президенте РФ в РАНХиГС при Президенте РФ, приняв участие в 2012—2013 гг. в общеакадемическом конкурсе «Образовательные инновации» и «Практики карьеры» по четырём образовательным и научным проектам — инновациям автора за 20-летний период. Через 5 лет после ухода Румянцевой из ИГСУ РАНХиГС, где она трудилась после реорганизации РАГС, в СМИ была подробно описана обстановка, в которой преподавателей понуждали работать.
С 15 октября 2009 года — член Экспертно-консультативного совета при Председателе Счётной палаты Российской Федерации (секция № 4 «Проблемы аудита государственного долга, банковской системы, Центрального банка Российской Федерации, кредитно-финансовых учреждений и финансовых рынков»).
В июне 2008 года Румянцевой был вручён подписанный академиком РАН Г. Арбатовым, почётным президентом Международного фонда развития (МФР) «ЕврАзия» Г. Щукиным и президентом оргкомиета Международной премии «ЕврАзия» Д. Лызловым диплом лауреата международного проекта «Лучший экономист России». Данный проект проводится, по устному мнению одного из экспертов, малоизвестной общественной организацией МФР «Евразия». Диплом получен за «уникальный фундаментальный экономический труд „Новая экономическая энциклопедия“, выполненный одним автором».

## Публичные выступления
Профессор Румянцева выступала с докладами на многих российских и международных публичных представительных мероприятиях, в том числе круглом столе в Счётной палате РФ «Эффективность использования бюджетных средств, выделяемых на государственное управление: региональный аспект», 14 мая 2009 г. (доклад «О повышении эффективности расходов на реализацию функций и полномочий органов исполнительной власти» — опубликован в журнале «Государственная служба», № 4, 2009 г. — С. 42-45); форумах Международного фонда «ЕврАзия», проходивших 7 октября 2007 г. в Зале Церковных Соборов в Храме Христа Спасителя (доклад «Удвоение ВВП России: реальность цели, неиспользованные возможности и качество экономического роста»); 21 ноября 2007 года в Государственном Кремлёвском дворце (доклад «Удвоение ВВП как результат консолидации усилий российского общества» опубликован в журнале «Федеративные отношения и региональная социально-экономическая политика» № 1, 2008. — С. 76-81), 23 марта 2013 г. и 27 марта 2014 г. на Московском экономическом форуме, 15 февраля 2017 г. на заседании круглого стола в Общественной Палате Российской Федерации «О нарушении прав жителей района Северное Измайлово города Москвы в связи с проведением точечной многоэтажной застройки» (27.04.2017 г. данный проект городскими властями был отменен), на презентации книги руководителя отдела исследований и развития Международного института планирования образования ЮНЕСКО Мюриэль Пуассон «Коррумпированные школы, коррумпированные университеты: Что можно сделать?» в ВШЭ 14 апреля 2016 г. содискуссантом, приняла участие в работе круглого стола 21 июня 2018 г. в Государственной Думе ФС РФ на тему: «Законодательное обеспечение промышленной политики Российской Федерации: технологии, инновации, инвестиции», опубликовав по нему систематизированный обзор всех проблемных вопросов, и других мероприятиях, в том числе связанных с проблемами нарушений градостроительных нормативов в Москве при сносе гаражей без предоставления владельцам сносимых гаражей машиномест и строительства многоэтажных домов по китайскому варианту развития крупных городов, в ущерб интересам города и страны в целом, без процедур перспективного планирования и утверждения увеличения численности населения Москвы . С января 2007 г. по август 2008 г. в качестве автора и соведущей принимала участие в 51 передаче по популяризации экономических знаний под названием «Капиталъ» на телеканале «Юго-Запад». Выступала в качестве эксперта на «Первом канале» в передачах «Время покажет» (15 октября 2014 г.) и «Доброе утро» (28 декабря 2017 г.), в программе ТВ Центр «Народ хочет знать» (25 сентября 2011 г.), программе ОТР «Прав! ДА? Дорогая школа: как обеспечить школьника всем необходимым и не разориться?» (5 сентября 2017 г.), в программе «Public Ток: Экономика-2018» (22 февраля 2018 г.) и «Экономика и бедность» (24 мая 2019 г.) телеканала «Совершенно секретно», в программе телеканала «Красная линия» «Точка зрения» (27 ноября 2018 г.), в программе телеканала «РБК» «ЧЭЗ» (26 января 2021 г.), в «Российской газете» (Неделя. Северо-Запад. "Обломки «Русского проекта» 6 апреля 2017 г.), в газетах «Коммерсантъ», «Комсомольская правда», «Труд», «Газета.Ru», «Независимой газете», «Свободная пресса», «Гудок», «Файл-РФ», ИА «Интерфакс», «ФедералПресс», "Росбалт», «Infox», на радио «Говорит Москва» 1 апреля 2016 г., 20 февраля 2021 г. и 18 марта 2021 г., на радио «Русская служба новостей», в других СМИ, в том числе в региональной прессе — Санкт-Петербурга, Бурятии, , Национального рейтинга мэров городов и губернаторов России, анализирует коррупционную составляющую их деятельности. С 2019 г. в рамках проведения исследований в государственных архивах по генеалогии и раскрытию исторической правды по архивным документам сотрудничает с Севастопольским военно-историческим музеем-заповедником, Соловецким государственным историко-архитектурным и природным музеем-заповедником, Государственным музеем Л. Н. Толстого, другими государственными и негосударственными музеями России.

### Новая экономическая энциклопедия
Самый объёмный труд Румянцевой — „Новая экономическая энциклопедия“ (1-е изд. в 2005 г., первая презентация которого состоялась сначала в День российской науки 8 февраля 2005 г. в РАГС при Президенте РФ, затем — 4 марта 2005 г. в книжном супермаркете „Библиосфера“ и 24 марта 2005 г. в крупнейшем в Европе книжном супермаркете „Библиоглобус“, а 8 сентября 2005 г. — на XVIII-й Международной книжной ярмарке на ВВЦ, более 30 журналов и газет осветило выход в свет 1-го издания этой авторской энциклопедии); 2-е изд. — в 2006 г.; 3-е изд. — в 2008 г. с презентацией на неделе Деловой Книги в Московском Доме Книги 20 февраля 2009 г., в 2011 г. — 4-е изд. с его презентацией в день открытия XXIII-й Международной книжной выставки-ярмарки на ВВЦ 2 сентября 2010 г. и её вручением В. В. Путину, посетившему ВВЦ в период её проведения. Энциклопедия, по мнению МФР „ЕврАзия“, является мировым рекордом.
В 2005 г. эта книга, которая раскрывает понятийный аппарат по каждому из 35 направлений экономической науки, включая более 3000 понятий, была признана лучшей книгой издательства „ИНФРА-М“ и одним из 8-ми лауреатов профессионального конкурса Ассоциации книгоиздателей „Лучшие книги 2005 года“ за лучшее справочно-библиографическое оформление издания, которое, естественно, осуществлялось при непосредственном участии автора. С момента выхода „Новая экономическая энциклопедия“ входит в список литературы учебных программ для школьников по обществознанию и для студентов ВУЗов по многим учебным дисциплинам.
В Интернете опубликованы некоторые рецензии экономистов на „Новую экономическую энциклопедию“, в том числе коллеги Румянцевой по РАГС, д.э.н. Колесниковой Л. А. в журнале „Государственная служба“ и доцента Алтайского госуниверситета, к.э.н. Ю. И. Растовой. Остальные рецензии (более 30-ти за 2005 г.) в интернете не размещены, но напечатаны в форзаце 2-го и 3-го издания энциклопедии. Практика фактического цитирования „Новой экономической энциклопедии“ (выборка цитирований 140 терминов из 165 источников) отражена в издании „Новая экономическая энциклопедия“ — послесловие к определению сущности базовых понятий экономической науки и практики» (115 с., 2017 г., ISBN 978-5-4475-9231-8).
В статье доктора политических наук А. Горбунова (директора Гуманитарного института Московского государственного университета путей сообщения) «К вопросу о коммуникативности пространства и её роли в геополитической стратегии России» //Власть, № 8, 2008. — С. 92. написано:
«Для геополитики как науки понятие «пространство» является фундаментальным.
Национальный суверенитет государства, - обосновывает это положение Е.Е.Румянцева, - зависит не столько от его военной силы, технологического развития и экономической базы, сколько
от величины и географического местоположения его земель и территорий. Государство и территория есть единое целое». Государство и «империя» есть особые виды «пространства», причём это не плохо, не хорошо, а только определенным образом характеризует коммуникацию и социально-политическое действие в различном масштабе, в том числе в аспекте геополитической стратегии страны в целом.
Е. Е. Румянцева считает, и не без оснований, что в геополитике принята следующая пространственная типология: а) «государство-нация», то есть традиционное, исторически сложившееся централистское государство (такое, как Франция, Италия, Германия, Испания и т. д.); б) регион, то есть такое административное, этническое или культурное пространство, которое является частью одного или нескольких государств-наций, но при этом обладает значительной степенью культурно-экономической автономии (например, Бретань во Франции, Фландрия в Бельгии, Каталония, Галисия и страна Басков в Испании и т.д.); в) политическое «большое пространство» – содружество или сообщество, которое объединяет несколько государств-наций в единый экономический или политический блок.
Досадно, однако, что Е. Е. Румянцева в «Новой экономической энциклопедии», изданной в России и для россиян, почему-то не обозначает в приведенных ею типологиях место в них России. Наверное, для этого есть причины, тем более что приведенная Е. Е. Румянцевой пространственная типология далеко не единственная.
.
«Новая экономическая энциклопедия» заняла одно из первых мест в РИНЦ по цитированию в научных исследованиях из числа попавших в персонифицированный учёт ссылок на данную книгу. В газете «Вечерняя Москва» указано, что Румянцева — «автор единственной продающейся на российском книжном рынке экономической энциклопедии».

### Книги — монографии, учебники, научно-популярные издания
Кроме «Новой экономической энциклопедии», Румянцева опубликовала многочисленные научные статьи, также как и энциклопедия, написанные без какой-либо оплаты, в свободное от научной, консалтинговой, преподавательской и домашней работы время — для развития новых научных направлений в России и также защиты от присвоения коррупционерами в науке чужих авторских прав (а не только плагиата) на рукописные труды, сотрудничая с более чем 50 научными журналами и газетами, и более 70 книг, часть которых издавалась и продвигалась за счёт средств самого автора, поскольку в России издание научных статей, монографий и части учебников является затратным для авторов.
Среди книг автора написаны в соавторстве:
- «Эффективное управление сложными инвестиционными проектами» (212 с., 1995; ISBN 5-85941-082-4);
- «Продовольственная безопасность СНГ: выбор альтернативы на пороге 21 века» (444 с., 1998);
- «Налогообложение в системе международных экономических отношений» (359 с., 1999; ISBN 985-6320-71-2);
- «Теневая экономика и кризис власти: проблемы и пути решения» (416 с., 2000; ISBN 985-6320-65-8);
- «Экологическая безопасность строительных материалов, конструкций и изделий» (200 с., 2005; ISBN 5-98699-010-2);

без соавторов:
- «Методология разработки приоритетов аграрной политики России» (228 с., 1996; ISBN 5-900818-19-5) — монография, изданная ограниченным тиражом  для  получения Румянцевой в возрасте 30 лет ученой степени доктора экономических наук, дополняющая цитирование в РИНЦ ее докторской диссертации;
- «Механизм развития массового жилищного строительства без бюджетного финансирования» (1999; ISBN 985-6320-50-X),
- «Методика оценка результативности аграрных реформ. Расчёты по 51 стране мира» (1999; ISBN 985-6320-51-8). Брошюра вошла в список дополнительной литературы Программы-минимум кандидатского экзамена по специальности 08.00.05 «Экономика и управление народным хозяйством» (экономика, организация и управление предприятиями, отраслями, комплексами в АПК и сельском хозяйстве) по экономическим наукам, утвержденной Приказом Минобрнауки России от 8 октября 2007 г. № 274;
- «Пути достижения продовольственной безопасности Союзного государства и СНГ (механизм согласования аграрной политики государств-участников)» (2001; ISBN 985-6320-87-9) — авторская концепция согласованной аграрной политики в рамках СНГ. Книга вошла в список основной литературы Программы-минимум кандидатского экзамена по специальности 08.00.05 «Экономика и управление народным хозяйством» (экономика, организация и управление предприятиями, отраслями, комплексами в АПК и сельском хозяйстве) по экономическим наукам, утвержденной Приказом Минобрнауки России от 8 октября 2007 г. № 274,
- «Стратегия преодоления бедности» (288 с., 2001; ISBN 985-6320-88-7);
- «Инвестиции и бизнес-проекты» (2001; ISBN 985-6320-93-3 (ч. 1 — 349 с.; 985-6320-95-X (ч. 2 — 347 с.));
- «Финансы организаций. Финансовые технологии управления предприятием» (459 с., 2003; ISBN 5-16-001566-3, 978-5-16-001566-8) — учебное пособие было рекомендовано сначала Учебно-методическим объединением вузов России по образованию в области финансов, учёта и мировой экономики при Финансовом университете, а затем, по рекомендации УМО — Минобразованием РФ в качестве учебного пособия для студентов высших учебных заведений, обучающихся по специальности «Финансы и кредит» и «Бухучет, анализ и аудит хозяйственной деятельности» (так называемый «Гриф Минобра», которым обладает лишь небольшое количество учебников для ВУЗов, не всегда при этом качественных);
- «Товары, вредные для здоровья» (392 с., 2005; ISBN 5-94010-354-5) — книга посвящена анализу реализации прав потребителей на приобретение безопасных для здоровья товаров и услуг и используется в учебных программах для средних школ и для ВУЗов; в 2023 г. она была переиздана под названием "Здоровое потребительское поведение ( научные советы по защите от вредных для здоровья товаров" (ISBN 978-5-4499-3429-1), став в рукописном варианте  лауреатом  2-го Всероссийского конкурса монографий "Фундамент науки" (2021 г.).
- «Оценка собственности» (111 с., 2005; ISBN 5-16-002475-1);
- «Самоучитель по разработке бизнес-планов» (154 с., 2005; ISBN 5-16-002472-7);
- «Жилищно-коммунальный комплекс: проблемы теории и практики управления» (160 с., 2006);
- глава «Финансирование государственной гражданской службы» в кафедральном учебнике «Государственные и муниципальные финансы». — М.: Изд-во РАГС, 2007;
- раздел «Международные финансы» и глава «Финансовое управление предприятием» в кафедральном учебнике «Финансы, налоги и кредит». — М.: Изд-во РАГС, 2007;
- «Экономический анализ» (224 с., 2008; ISBN 978-5-7729-0351-3);
- «Финансовый менеджмент» (304 с., 2009; ISBN 978-5-7729-0385-8);
- «Нравственные законы экономики» (96 с., 2009; ISBN 978-5-16-003695-3). Презентация этой книги прошла на открытии XXII-й Международной книжной ярмарки на ВВЦ 2 сентября 2009 г. Украинские исследователи О. Кириленко и Е.Петрушка, например, ссылаются на данную книгу следующим образом: на Украине «довольно часто происходит нарушение тех или иных законодательно установленных правил поведения. Учитывая это, полностью разделяем мнение профессора Е. Е. Румянцевой относительно того, что многие отрицательные явления невозможно урегулировать законодательством». Российский исследователь Е. Ю. Колычева пишет: «Говоря о прямом влиянии нравственных норм на систему экономического регулирования, российский экономист Е. Е. Румянцева выделяет несколько нравственных законов экономики, указывая на необходимость „формирования властных структур, занимающихся управлением экономикой, из числа высокоразвитых в духовно-нравственном и умственном отношении представителей общества, ставящих заботу о людях выше своих материальных интересов“…Проанализировав нормативно-правовые акты РФ, Е. Е. Румянцева приходит к выводу, что они во многом ориентируются на соблюдение нравственных законов при регулировании экономических отношений»;
- «Экономика счастья» (96 с., 2010; ISBN 978-5-16-003880-3)[26]. Доцент кафедры философии Гродненского госуниверситета Семерник С. З. так излагает идеи этой книги: "Е. Е. Румянцева, анализируя пути улучшения жизни в современном обществе, возможности достижения всеобщего благосостояния, пришла к выводу, что основой благополучного типа хозяйствования — «экономики счастья» — должно быть широкое обращение к человеческому потенциалу: разумности, нравственности, лучшим проявлениям личности. В частности, она пишет о том, что путь спасения человечества возможен через экономику счастья — «разумного позитивного взаимодействия духовно-нравственных людей, способных противостоять механизмам духовно-нравственной деградации в условиях товарно-денежных отношений». Как полагает в своей докторской диссертации И. В. Грузков, до 2019 г. индекс счастья, рассчитываемый в развитых странах мира, не нашёл пока теоретической проработки в России, где эта тематика представлена только одной монографией Е. Е. Румянцевой «Экономика счастья», изданной в 2010 г. В то же время, как отмечает диссертант, не являясь предметом научных дискуссий, счастье не стало пока и стратегической задачей социально-экономического развития современного российского общества[27].;
- «Анализ экономической политики: теория и российская практика»(174 с., 2009, ISBN 978-5-7729-0452-7) - результат исследования Румянцевой новейшего для России направления анализа политик, которому она в 1990-х гг. сначала обучалась в США и во Франции, потом на материалах по России и собранным в ходе стажировок уникальных материалах по зарубежным странам защитила докторскую диссертацию по одному из направлений экономической политики - по аграрной политике, а затем разработала собственный авторский методический подход к типовому анализу всех направлений экономической политики, применив в этой монографии междисциплинарный подход к экономике и праву и обучая на созданной авторской методической основе государственных служащих в РАНХиГС при Президенте РФ;
- «Нравственная экономика»: учебное пособие для общеобразовательных школ: В 3 частях. Ч. 1 — 60 с.; Ч. 2 — 56 с., Ч. 3 — 48 с. (2009. ISBN 978-5-85693-364-1). Был апробирован по решению регионального минобразования в 2010 г. в средних школах Республики Бурятия в качестве экспериментального учебника по экономике;
- «Нравственная экономика: Учебное пособие для развития у школьников гибкого экономического мышления» (193 с., 2010, ISBN 978-5-16-004271-8) — после апробации в Бурятии проведение автором анкетирования школьников на выявление пробелов элементарных экономических знаний и актуальности данной книги и её переиздание в Москве с авторскими иллюстрациями и рецензиями директоров школ, в которых обучались дети Румянцевой. Из 73 выявленных Фондом «Новые Перспективы» при финансовой поддержке Американо-Российского Фонда по экономическому и правовому развитию (USRF) в ходе реализации проекта Фонда по данной теме и представленных в изданном Отчёте по проекту и при проведении тематического круглого стола в Сколково 27 мая 2011 г. (с участием Румянцевой) учебников по экономике для начальной и средней школы (при проблеме отсутствия данного предмета в школе) учебное пособие «Нравственная экономика» — единственное в России (возможно, и в мире), представляющее понятия морали и нравственности в экономике наряду с профессиональными стоимостными подходами. Книга является базовым учебником по программе обучения основам экономических знаний для детей 11-12 лет, разработанной Вологодским научным центром РАН, и на протяжении 2015—2021 гг. входит в список основной литературы экономического профиля Олимпиады МГИМО для школьников (3-е издание учебника - 2022 г., 260 с., ISBN 978-5-4499-2850-4);
- «Коррупция: война против людей, свободы и демократии (книга о нашей жизни)»(104 с., 2009 г., ISBN 978-5-16-004104-9) — книга широко используется в практике преподавания учебных дисциплин в ВУЗах по проблемам коррупции. Например, при составлении Методических рекомендаций по воспитанию антикоррупционного мировоззрения у студентов Кыргызского экономического университета имени Мусы Рыскулбекова эта книга — единственная из каких-либо работ отдельных авторов;
- «Мировая экономическая наука в лицах» (с приложением компакт-диска с 18 работами великих экономистов, 4 книгами автора в электронном виде и 60 научными статьями автора) (456 с., 2010, ISBN 978-5-16-003757-8);
- «Экономические дискуссии XXI века. М. Е. Портер, А. Смит, К. Маркс, Дж. С. Милль, Н. Д. Кондратьев, А. В. Чаянов, А. А. Богданов. Конспекты и краткие рецензии трудов» (2-е изд., 300 с., 2011 г., ISBN 978-5-16-004738-6). Казахские ученые в украинском издании, в частности, так цитируют фрагмент этой книги: "Как справедливо отмечает Е. Е. Румянцева, А. Смит в своем труде «Исследование о природе и причинах богатства народов» «не выдвигал именно идею создания системы государственного регулирования, не обосновывал её, но пятая книга его экономического сочинения посвящена многим вопросам государственного регулирования экономики … Причем наиболее подробно А. Смит рассматривает именно систему налогов. Какой же это свободный рынок без вмешательства государства, если государство должно выполнять многообразные (экономические!) функции, защищая по А. Смиту, богачей от бедняков и собирая многообразные налоги?»;
- «Есть ли на свете Любовь…» (37 с., 2010, ISBN 978-5-16-004481-1);
- «50-дневное путешествие в Италию и Португалию: сеем разумное, доброе, вечное» (132 с., 2011, ISBN 978-5-16-004774-4) — была написана автором в ходе её 50-дневного путешествия по 13-ти городам Италии и Португалии, воплощенная в книге идея современных тревел шоу;
- «Политика, основанная на знаниях» (444 с., 2011 г., ISBN 978-5-16-005072-0). Презентация книги состоялась на открытии 25 международной книжной ярмарки на ВВЦ в качестве новейшей книжной продукции от российской науки и Вузов 5 сентября 2012 г.;
- «Механизмы противодействия коррупции» (курс лекций) (2012—2016) — используется в качестве источника основной литературы в учебных курсах по противодействию коррупции в МГИМО и ряде других ВУЗов;
- «Коррупция как альтернатива демократии»(78 с., 2012, ISBN 978-3-8473-9286-6);
- «Право, нравственность, экономика в условия противодействия коррупции»(102 с., 2012, ISBN 978-3-8473-9182-1);
- «На пути к истине: А.Смит, Дж. С.Милль, К.Маркс, Н. Д. Кондратьев, А. В. Чаянов, А. А. Богданов, Л. И. Абалкин, Ф. А. Хайек, А.Сен»(506 с., 2012, ISBN 978-3-8473-9419-8) - авторский конспект трудов известных экономистов, изданный для повышения значимости изучения научных трудов в современном экономическом образовании;
- «Эффективность финансовой политики России в 1992—2012 гг.: экспертно-аналитический инструментарий и методологическое обеспечение»(298 с., 2012, ISBN 978-3-8473-9519-5)[28];
- «Кризисная составляющая экономики Российской Федерации в 1990—2012 гг.» (143 с., декабрь 2012 г., ISBN 978-3-659-98163-0);
- «Антикоррупционная политика и поведение гражданского общества» (152 с., 2015, ISBN 978-3-659-60172-9);
- «Экономический анализ» (381 с., 2016 г., ISBN 978-5-9916-6186-7[29], 2-е издание - ISBN 978-5-534-16801-3) - по состоянию на 18 июля 2025 г. используется в преподавании данной дисциплины в 69 ВУЗах России;
- «Финансовый менеджмент» (360 с., 2016 г., ISBN 978-5-9916-5639-9[30]);
- «Противодействие коррупции» (267 с., 2017-2025 гг., ISBN 978-5-534-00252-2, 2-е издание ISBN 978-5-534-17838-8) — по состоянию на 18 июля 2025 г., по данному учебнику — лауреату конкурса издательства «Выбор ВУЗов России — 2017» — проводится обучение дисциплине в 90 российских ВУЗах, в том числе в Высшей школе экономики, Академии управления МВД РФ, РЭУ им. Г. В. Плеханова, РАНХиГС, Вологодском институте права и экономики Федеральной службы исполнения наказаний, Московской академии Следственного комитета Российской Федерации, Филологическом факультете Государственного института русского языка им. А. С. Пушкина, в большинстве федеральных государственных университетах и многих других ВУЗах;
- «Правда против обмана населения, искажения реальности и замены понятий» (612 с., 2017 г., ISBN 978-3-659-60645-8) - сборник комментариев Румянцевой как популярного в СМИ ученого и экономиста медиановостей за 20 лет ( 1997-2017 гг.), представляющий возможности интеграции науки и практики в текущей государственной деятельности;
- «Аудит реформирования АПК России: просчеты и корректировка целей» (676 с., 2017 г., ISBN 978-620-2-38020-1) - тематический сборник научных статей ученого по аграрной тематике, не представленных в открытом доступе, но актуальных для науки и практики;
- «Коррупциология: преступления и наказания» (765 с., 2017 г., ISBN 978-5-4475-9230-1).
- «Инвестиционный анализ» (281 с., 2019 г., ISBN 978-5-534-10389-2);
- ."Диалоги с властью: в защиту прав граждан, против произвола коррупции" (612 с., 2023 г., ISBN 978-5-4499-3430-7) - сборник142 комментариев по значимым  для российского общества проблемам, представленных Е. Е.Румянцевой бесплатно по приглашению 61 СМИ из 17 регионов России за 6 лет (2017-2022 гг.).

Является консультантом и автором научно-публицистических статей в некоторых томах в издающейся с 2004 г. 30-томной «Большой российской энциклопедии» и в 12-томной «Новой Российской энциклопедии».
- В 1991 году совместно со своим первым мужем — китаеведом Дмитрием Жоголевым (1965—2017) — издала книгу[источник не указан 815 дней] «Китайская кухня» тиражом 50 000 экземпляров, которая была переиздана в 2000 и 2002 гг. в издательстве «Мир книги».